# Lista de filmes com temática LGBT de 1972
Esta é uma lista de filmes que contém personagens e/ou temática lésbica, gay, bissexual, ou transgênera lançados em 1972.
| Título                                                      | Diretor                                 | País                            | Gênero               | Elenco | Anotações |
| ----------------------------------------------------------- | --------------------------------------- | ------------------------------- | -------------------- | --- | --- |
| Absences répétées                                           | Guy Gilles                              | França                          | Drama                | Patrick Penn, Nathalie Delon, Claude Génia, Patrick Jouané, Corinne Le Poulain, Yves Robert, Danièle Delorme | [ 1 ] |
| Ai nu (愛奴)                                                | Yuen Chor (como Chu Yuan)               | Hong Kong                       | Drama, Ação, Erótico | Lily Ho, Hua Yueh, Betty Pei Ti, Elliot Ngok, Tung Lam, Wan Chung-Shan, Fan Mei-Sheng, Ku Wen-Chung | trad. Confissões íntimas de uma cortesã chinesa Após ser vendida para um bordel, uma jovem aprende artes marciais e de sedução com sua cafetina lésbica. Primeiro filme erótico chinês |
| All About Alice                                             | Ray Harrison                            | EUA                             | Comédia              | Christopher Jarman, Chuck Bratton, Dakota | Uma paródia drag de All About Eve |
| Bijou                                                       | Wakefield Poole                         | EUA                             | Erótico              | Ronnie Shark, Lydia Black, Tom Bradford, Peter Schneckenburger, Michael Green | Um trabalhador vai a um clube underground para experimentar todos os tipos de prazeres homossexuais                                                                                    |
| Die bitteren Tränen der Petra von Kant                      | Rainer Werner Fassbinder                | Alemanha Ocidental              | Drama                | Margit Carstensen, Irm Hermann, Hanna Schygulla, Gisela Fackeldey, Eva Mattes, Katrin Schaake | trad. As Lágrimas Amargas de Petra von Kant. Baseado na peça homônima do diretor. |
| Bluebeard                                                   | Edward Dmytryk, Luciano Sacripanti      | França, EUA, Alemanha Ocidental | Suspense, Drama      | Richard Burton, Raquel Welch, Virna Lisi, Nathalie Delon, Marilu Tolo, Karin Schubert, Agostina Belli, Sybil Danning | Baseado no conto Barba Azul de Charles Perrault |
| Cabaret                                                     | Bob Fosse                               | EUA                             | Drama, Musical       | Liza Minelli, Michael York, Marisa Berenson, Joel Grey, Helmut Griem, Fritz Wepper, Elisabeth Neumann-Viertel, Helen Vita, Sigrid von Richthofen, Gerd Vespermann, Ralf Wolter, Georg Hartmann, Ricky Renee, Oliver Collignon | [ 6 ] [ 7 ] |
| Les cauchemars naissent la nuit                             | Jesús Franco                            | Liechtenstein                   | Erótico, Terror      | Diana Lorys, Paul Müller, Jack Taylor, Colette Giacobine, Andrés Monales, Soledad Miranda | Duas dançarinas entram em uma parceria erótica, mas tudo muda quando uma delas tem sonhos onde ela é uma assassina                                                                     |
| Coming Out                                                  | Arthur J. Bressan Jr.                   | EUA                             | Curta                | | Entrevista participantes das celebrações do Dia da Liberdade Gay em São Francisco, a primeira parada do orgulho da cidade                                                              |
| Confessions                                                 | Curt McDowell                           | EUA                             | Curta                | Carla Cooper, Ted Davis, Mark Ellinger, George Kuchar, Curt McDowell, Ainslie Pryor, Janey Sneed | Um homem sai do armário para seus pais |
| Deliverance                                                 | John Boorman                            | EUA                             | Drama Suspense       | Jon Voight, Burt Reynolds, Ned Beatty, Ronny Cox, Ed Ramey, Billy Redden, Bill McKinney, Herbert 'Cowboy' Coward, James Dickey, Macon McCalman, Belinda Beatty, Charley Boorman                                               | Roteirizado por James Dickey, baseado em seu romance homônimo. |
| Elevator Girls in Bondage                                   | Michael Kalmen                          | EUA                             | Comédia              | Kreemah Ritz, Michael Bendle, Bobby Cameron, Pristine Condition, Miss Harlow, Hibiscus, R. Brent Jensen | [ 11 ] [ 12 ] |
| Eu Transo, Ela Transa                                       | Pedro Camargo                           | Brasil                          | Drama                | Jorge Dória, Sandra Barsotti, Marcos Paulo, Darlene Glória, Daisy Lúcidi | |
| Fin de Fiesta                                               | Mauricio Walerstein                     | México                          | Mistério, Drama      | Isela Vega, Guillermo Murray, José Gálvez, Sara García | [ 13 ] |
| Fire in Her Bed!                                            | Nick Millard                            | EUA                             | Erótico              | Donna Stanley, Barbara Mills, Ann Perry | Uma jovem hippie viaja para Los Angeles vira amiga de um grupo de boêmios |
| Georgia, Georgia                                            | Stig Björkman                           | Suécia, EUA                     | Drama, Romance       | Diana Sands, Dirk Benedict, Lars-Erik Berenett, Stig Engström, James Thomas Finley Jr., Roger Furman, Minnie Gentry | Uma cantora afro-americana vai para Estocolmo e se apaixona por um desertor |
| The Glass House                                             | Tom Gries                               | EUA                             | Drama                | Vic Morrow, Clu Gulager, Billy Dee Williams, Kristoffer Tabori, Dean Jagger, Alan Alda | |
| Harlis                                                      | Robert van Ackeren                      | Alemanha Ocidental              | Comédia              | Mascha Rabben, Gabriele Lafari, Ulli Lommel, Rolf Zacher, Heidy Bohlen | Um casal de mulheres convida um homem para entrar no relacionamento |
| Heat                                                        | Paul Morrissey                          | EUA                             | Comédia, Drama       | Joe Dallesandro, Sylvia Miles, Andrea Feldman, Pat Ast, Ray Vestal, Lester Persky, Eric Emerson, Gary Kaznocha, Harold Stevenson, John Hallowell, Pat Parlemon, Bonnie Walder                                                 | Produzido por Andy Warhol. |
| Hollywood Babylon                                           | Van Guylder                             | EUA                             | Drama                | Roger Gentry, Myron Griffin, Ashley Phillips, Uschi Digard, Marland Proctor, Maria Arnold | Adaptação do romance homônimo de Kenneth Anger Mostra vários escândalos sexuais dos famosos da era de ouro de Hollywood                                                                |
| Hochzeitsnacht-Report                                       | Hubert Frank                            | Alemanha Ocidental              | Comédia, Erótico     | Michael Maien, Ingrid Steeger, Christina von Blanc, Reinhold Brandes, Brigitte Goebel, Alexander Miller | [ 18 ] |
| Hwabun (화분)                                               | Ha Gil-jong                             | Coreia do Sul                   | Erótico, Drama       | Choi Ji-hee, Nam Koong Won | Um rico empresário traz seu belo secretário/amante para a casa de sua família Dito ser o primeiro filme a mostrar um personagem gay                                                    |
| I Want What I Want                                          | John Dexter                             | Reino Unido                     | Drama                | Anne Heywood, Harry Andrews, Jill Bennett | trad. Eu Quero o Que Eu Quero. Baseado no romance de Geoff Brown |
| Leidenschaften                                              | Rosa von Praunheim                      | Alemanha Ocidental              | Documentário, Drama  | Tally Brown, Diana, Mino Kurata, Taylor Mead, Fritz Mikesch, Yotuya Nagaragawa, Florence Sum, Jamie To, Mr. World | [ 21 ] |
| Lucifer Rising                                              | Kenneth Anger                           | EUA                             | Curta                | Donald Cammell, Kenneth Anger, Marianne Faithfull, Myriam Gibril, Chris Jagger, Bobby Beausoleil | |
| Os Machões                                                  | Reginaldo Faria                         | Brasil                          | Comédia              | Reginaldo Faria, Erasmo Carlos, Flávio Migliaccio, Mário Benvenutti, Neuza Amaral, Suzy Arruda, Carlos Alberto de Souza Barros, Rose di Primo, Kate Hansen, Danton Jardim                                                     | |
| Mi querida señorita                                         | Jaime de Armiñán                        | Espanha                         | Drama                | José Luis López Vázquez, Julieta Serrano, Antonio Ferrandis, Enrique Ávila, Lola Gaos, Chus Lampreave, Mónica Randall, José Luis Borau                                                                                        | trad. Minha querida senhorita. Foi o primeiro filme espanhol a ter como tema a orientação sexual                                                                                       |
| La novia ensangrentada                                      | Vicente Aranda                          | Espanha                         | Terror, Drama        | Simón Andreu, Maribel Martín, Alexandra Bastedo, Dean Selmier | trad. A Noiva Ensanguentada Baseado no romance Carmilla de Sheridan Le Fanu |
| One Adventure                                               | Pat Rocco                               | EUA                             | Curta                | Troy Perry | Um cineasta e 10 homens gays viajam pela Europa para examinar o estado dos direitos LGBT internacionalmente... e para transar                                                          |
| Ooh... You Are Awful                                        | Cliff Owen                              | Reino Unido                     | Comédia              | Dick Emery, Derren Nesbitt, Ronald Fraser, Pat Coombs, William Franklyn, Cheryl Kennedy, Norman Bird | [ 25 ] |
| The Other Side of Joey                                      | Gorton Hall, Roger Marks                | EUA                             | Curta                | | Segue um prostituto adolescente |
| Our Miss Fred                                               | Bob Kellett                             | Reino Unido                     | Comédia              | Danny La Rue, Alfred Marks, Lance Percival, Lally Bowers, Frances de la Tour, Walter Gotell | Um ator entretem tropas inglesas na Segunda Guerra em drag, mas quando os alemão capturam seu batalhão ele terá que manter o personagem para escapar                                   |
| Perché quelle strane gocce di sangue sul corpo di Jennifer? | Giuliano Carnimeo (como Anthony Ascott) | Itália                          | Suspense, Erótico    | Edwige Fenech, George Hilton, Paola Quattrini, Giampiero Albertini, Franco Agostini, Oreste Lionello, Carla Brait, George Rigaud, Annabella Incontrera                                                                        | trad. As Lágrimas de Jennifer |
| Pete 'n' Tillie                                             | Martin Ritt                             | EUA                             | Comédia, Drama       | Walter Matthau, Carol Burnett, Geraldine Page, Barry Nelson, René Auberjonois, Lee H. Montgomery | Baseado no romance Witch's Mlik de Peter De Vries. Jimmy, amigo de Tillie, é gay |
| Pink Flamingos                                              | John Waters                             | EUA                             | Comédia              | Divine, David Lochary, Mink Stole, Mary Vivian Pearce, Danny Mills, Edith Massey | |
| Play It As It Lays                                          | Frank Perry                             | EUA                             | Comédia, Drama       | Tuesday Weld, Anthony Perkins, Tammy Grimes, Adam Roarke, Ruth Ford, Eddie Firestone, Diana Ewing, Paul Lambert | trad. O Destino que Deus Me Deu O único amigo de uma ex-modelo severamente traumatizada é um produtor gay suicída                                                                      |
| Portrait of David Hockney                                   | David Pearce                            | EUA                             | Curta, Documentário  | David Hockney | Mostra o pintor gay David Hockney em seu estúdio |
| Le rempart des Béguines                                     | Guy Casaril                             | França                          | Drama                | Anicée Alvina, Nicole Courcel | Uma mulher se apaixona pela namorada bissexual de seu pai |
| The Rowdyman                                                | Peter Carter                            | Canadá                          | Drama                | Gordon Pinsent, Frank Converse, Will Geer, Linda Goranson | [ 32 ] |
| Sins of Rachel                                              | Dick Fontaine                           | EUA                             | Suspense             | Ann Noble, Jerome Scott, Brett Mariott, Bruce Campbell, Patricia Rees, Chase Cordell, Fred D. Scott, Dahr Lin | Um timido homem gay é acusado de matar sua mãe, que tinha uma estranha fixação nele |
| Tarot                                                       | Derek Jarman                            | Reino Unido                     | Curta, Experimental  | Christopher Hobbs | Um mago conjura um belo jovem |
| That Certain Summer                                         | Lamont Johnson                          | EUA                             | Drama                | Hal Holbrook, Martin Sheen, Joe Don Baker, Marlyn Mason, Scott Jacoby, Hope Lange | Primeiro telefilme simpatético com a homossexualidade |
| They Only Kill Their Masters                                | James Goldstone                         | EUA                             | Suspense             | James Garner, Katharine Ross, Hal Holbrook, Harry Guardino, June Allyson | Assassina lésbica |
| Travels with My Aunt                                        | George Cukor                            | EUA                             | Comédia              | Maggie Smith, Alec McCowen, Louis Gossett Jr. | |
| The Triple Echo                                             | Michael Apted                           | Reino Unido                     | Drama                | Glenda Jackson, Oliver Reed, Brian Deacon, Anthony May, Gavin Richards | trad. Trágica Decisão Baseado no romance homônimo de H.E. Bates |
| Les Tueurs Fous                                             | Boris Szulzinger                        | Bélgica                         | Crime, Suspense      | Georges Aminel, Georges Aubert, Marc Audier, Christian Barbier, Patricia Cornelis, Marc de Géorgi | Dois jovens gays cométem uma série de assassinatos |
| T-Wo-Men                                                    | Werner Nekes                            | Alemanha Ocidental              | Drama                | Dore O., Geeske Hof-Helmers | Dividido em cinco partes |
| Virgin Witch                                                | Ray Austin                              | Reino Unido                     | Terror, Erótico      | Ann Michelle, Vicki Michelle, Keith Buckley, Patricia Haines | [ 39 ] |
| Zee and Co.                                                 | Brian G. Hutton                         | Reino Unido                     | Drama                | Elizabeth Taylor, Michael Caine, Susannah York, Margaret Leighton, John Standing, Mary Larkin, Michael Cashman | Também conhecido como X Y and Zee. Roteirizado por Edna O'Brien, baseado em seu romance homônimo                                                                                       |